# رابرت اورت (دانشمند رایانه)
رابرت اورت (انگلیسی: Robert Everett; ۲۶ ژوئن ۱۹۲۱ – ۱۵ اوت ۲۰۱۸) دانشمند در زمینه مهندسی برق اهل ایالات متحده آمریکا بود.
وی همچنین برندهٔ جوایزی همچون مدال ملی فناوری و نوآوری شده‌است.